# Fujiwara no Michisue
Fujiwara no Michisue (藤原通季, posteriormente conhecido como Saionji Michisue, 1090 - 1128) foi um kuge (membro da Corte) que viveu em meados do período Heian da história do Japão.  Foi Chūnagon durante o governo do Imperador Toba. Foi o fundador do ramo Saionji do Clã Fujiwara.
Michisue era filho do Dainagon Fujiwara no Kinzane.
Em 06 de janeiro de 1098 Michisue entra na Corte durante o reinado do Imperador Horikawa com a classificação de Jugoi (funcionário da Corte de quinto escalão júnior). Em 23 de janeiro de 1099 foi nomeado Echizen gonmori (vice governador da província de Echizen). Em 5 de janeiro de 1102 sua classificação  se tornou Shōgoi (funcionário de quinto escalão pleno), e em 28 de janeiro de 1103 foi designado para o Konoefu (Guarda do Palácio). No ano seguinte sua classificação foi elevada a Jushii (quarto escalão júnior). De 29 de dezembro de 1107 a 24 de janeiro de 1108 cumpriu luto pela morte de seu pai. Quando voltou do luto sua classificação foi elevada a Shōshii (quarto escalão pleno).
Com a ascensão do Imperador Toba Michisue foi transferido para o Kurōdodokoro (órgão criado para cuidar dos arquivos do imperador e documentos imperiais) em 23 de janeiro de 1111 deixando suas funções de Echizen gonmori e no Konoefu . Em 26 de janeiro de 1112 é nomeado Bizen gonmori (vice governador da província de Bizen). Em 28 de abril de 1115 é nomeado Sangi. Concomitantemente em 13 de agosto desse ano passa a ser designado Sachūjō (comandante da ala esquerda) do Konoefu. Em 30 de janeiro de 1116 é nomeado Ōmi gonmori. Em 16 de outubro de 1117 sua classificação passa a ser Jusanmi (terceiro escalão júnior). Em 26 de janeiro de 1118 é nomeado  para o Chūgūshiki (Cerimonial da Imperatriz Consorte). Em 23 de janeiro de 1123 foi nomeado Chūnagon.
Em 21 de dezembro de 1123 durante o governo do Imperador Sutoku é nomeado para o Emonfu (Guarda da Fronteira). Em 5 de janeiro de 1128 sua classificação e elevada a Shōsanmi (terceiro escalão pleno) e em 17 de julho deste ano veio a falecer.
Sobre a fundação do ramo Saionji, não significa que o nome Saionji tenha sido introduzido na época de Michisue, que era simplesmente chamado de Fujiwara no Michisue e comumente conhecido como Ōmiya-dono.